# Tchoukball
Le tchoukball est un sport qui vient de Suisse romande : La Chaux-de-Fonds et Genève. Le but de son inventeur, le Dr Hermann Brandt, était de créer un sport sans risque ou à faible risque de blessure, et facile à jouer, pour encourager les gens à faire de l'activité physique.
Le jeu est un mélange de volley-ball et de handball : on marque des points en faisant rebondir un ballon dans un « cadre » disposé à chaque extrémité du terrain, de telle sorte que l'adversaire ne puisse rattraper le ballon par la suite. Le cadre étant un trampoline incliné qui permet le rebond du tir.
Le « Tchouk », comme les joueurs l'appellent familièrement, est présent en Europe et en Extrême-Orient. Il se développe également sur le continent américain ainsi que, plus récemment, en Afrique. Ses valeurs (toute obstruction, interception et bagarres au bord du terrain sont interdits) font que son enseignement est très répandu dans les établissements scolaires de Suisse et de Taiwan, même si dans certaines régions la création de club se fait difficilement [réf. nécessaire]. Certains sportifs sont en effet rebutés par l’interdiction des interceptions et l’absence d'obstruction physique, et sont de plus parfois victimes de l'utilisation de matériel non adapté destiné à la gymnastique, et non « un cadre de tchoukball », qui fait perdre beaucoup d’intérêt et de dynamique au jeu.

## Historique
Le tchoukball est né des réflexions et des recherches du Dr Hermann Brandt, entreprises au cours des années 1960. Il résulte d'une étude scientifique critique des sports d'équipes les plus populaires. Le Dr Brandt, médecin genevois, a côtoyé tout au long de sa carrière un grand nombre d'athlètes blessés plus ou moins gravement lors de la pratique de leur sport.
Il constata que ces traumatismes étaient dus à l'exécution de mouvements inadaptés à la physiologie de l'individu, ainsi qu'aux nombreuses formes d'agression présentes dans certains sports. Son analyse a renforcé cette inquiétude relative à la valeur éducative des sports modernes, qui pour lui ne doivent pas aboutir à la fabrication systématique de champions, mais « contribuer à l'édification d'une société humaine valable ». Il conçoit donc un nouveau jeu, le tchoukball, qu'il expose dans le cadre de son « Étude critique scientifique des sports d'équipe », pour laquelle il reçoit le Prix Thulin de la Fédération internationale d'éducation physique, en 1970. Le tchoukball se présente comme un mélange de pelote basque (pour le rebond), de handball (étant donné qu’il se joue avec les mains et que les pas sont limités) et de volley-ball (car la balle ne doit pas toucher terre). Il s'agit d'un sport de balle et d'équipe qui se joue à l'aide de deux surfaces de renvoi (les cadres) et se caractérise par la suppression de toutes formes d'agressions corporelles entre les adversaires.

## Règles de base

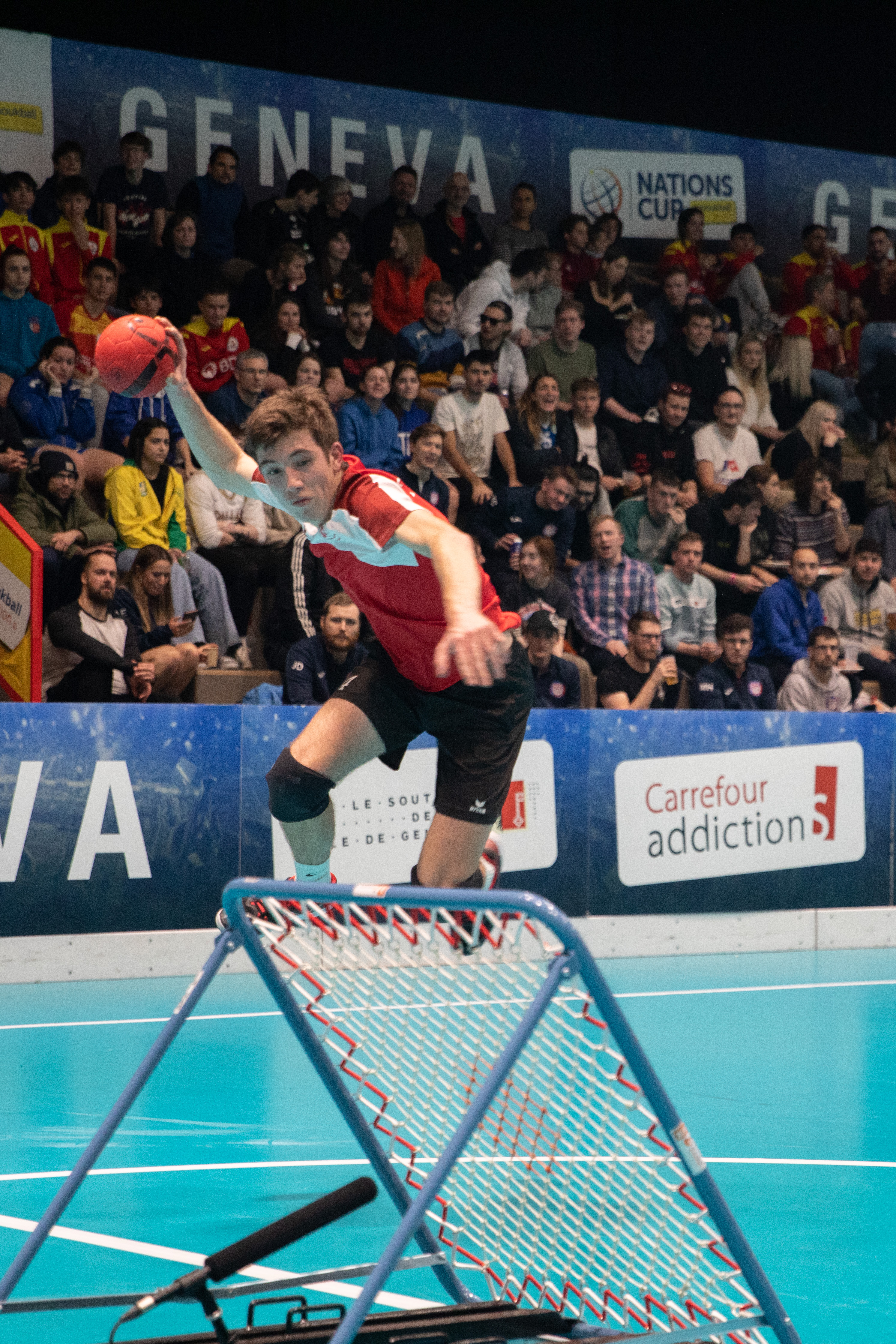
Coupe des Nations de Tchoukball 2022. Finale Suisse–Italie

Il faut un terrain de 15 × 26 m (ces dimensions sont sensiblement identique à un terrain de basket et plus petit qu'un terrain de handball dont la taille est de 40 × 20 m) et une balle de tchoukball. Deux cadres de tchoukball (« trampolines » inclinés) sont placés de chaque côté du terrain.
Deux équipes de sept personnes s'affrontent en tentant de marquer des points lors d'un match composé de 3 temps de jeu de 15 minutes.
Un joueur marque un point lorsqu'il a lancé la balle de façon non fautive sur un trampoline incliné et que celle-ci touche le sol hors du demi-cercle et dans le terrain avant qu'un adversaire ne la récupère.
Un joueur donne un point à l'équipe adverse s'il rate le cadre ou si le ballon rebondit (avant ou après le tir) hors du terrain (le trampoline étant hors du terrain).
Chaque équipe peut marquer des points indifféremment sur n’importe lequel des deux trampolines mais une équipe ne peut marquer plus de 3 fois consécutivement sur le même trampoline.

## Évolution du jeu
Le joueur qui a le ballon peut faire trois empreintes maximum et n'a pas le droit de dribbler.
Chaque équipe peut faire trois passes maximum avant de tirer (la première passe après un engagement ne compte pas).
Lorsque la réception d'une passe est manquée (la balle touche le sol), le ballon change de camp.
L'équipe qui ne possède pas la balle ne doit pas gêner les mouvements du porteur du ballon (pas de contacts).
Il est interdit de jouer avec les pieds ou les jambes.
Chaque équipe peut marquer sur chacun des deux trampolines. On ne peut pas toucher plus de trois fois de suite le même trampoline.

## Charte du Tchoukball
La charte du tchoukball a été écrite par la Fédération Internationale de Tchoukball et a pour but de définir l'esprit dans lequel le tchoukball doit se développer : y sont mis en avant le respect de l'adversaire et l'humilité.

## Le beach-tchoukball
Le beach-tchoukball se joue avec des équipes formées de seulement cinq joueurs, sur un terrain de 11 × 22 m ; toutes les autres règles sont identiques à celles de la version en salle du tchoukball.
Né sur les plages du Brésil, le beach-tchoukball est une variante que la Fédération internationale de tchoukball essaye aussi de développer largement. Son caractère estival et festif, ainsi que le côté pratique d’une discipline qui peut se jouer sur sable ou même sur herbe, lui assurent un grand potentiel de développement.
Les premiers championnats du monde de beach-tchoukball se sont tenus à Genève (Suisse) en juillet 2005, réunissant des équipes de dix nations différentes (Suisse, Taïwan, Canada, Brésil, Autriche, Hongrie, Belgique, France, Grande-Bretagne…). Près de vingt mille personnes ont assisté aux différents tournois, qui ont été remportés par Taïwan chez les hommes et les femmes (avec à chaque fois une victoire en finale contre le Canada), ainsi que dans la catégorie juniors.

## La Fédération internationale de Tchoukball (FITB)
La FITB, fondée en 1971, a son siège à Kaohsiung. Elle compte, au 8 avril 2022, cinquante fédérations membres et est en contact avec quarante-six autres pays.
Elle soutient et conseille ainsi les fédérations nationales dans leur développement, ainsi que les individus désireux d’implanter le tchoukball dans de nouveaux territoires. Tout comme l’organisation de compétitions internationales d’envergure, cela vise à développer l’enseignement et la pratique du tchoukball à travers le monde. Par exemple, de récents contacts ont permis l’intégration de ce sport au programme scolaire de certaines régions sénégalaises.
Les tournois internationaux, continentaux (championnats d’Europe, championnats d’Amérique du Sud, championnats asiatiques et championnats d’Amérique du Nord et centrale) et mondiaux de tchoukball et de beach-tchoukball sont des occasions de faire connaître le sport à de nouveaux publics, tout en créant une motivation supplémentaire pour les joueurs engagés. La FITB vise notamment à élargir la couverture télévisuelle de ces manifestations. Par ailleurs, elle intègre pleinement les World Games de 2009 à Kaohsiung (Taïwan).

### Pays membre de la Fédération internationale de Tchoukball
Liste des pays membres de la FITB au 8 avril 2022 :
| Europe      | Asie                | Amérique   | Afrique                          | Océanie |
| ----------- | ------------------- | ---------- | -------------------------------- | ------- |
| Allemagne   | Bangladesh          | Argentine  | Bénin                            |         |
| Autriche    | Émirats arabes unis | Brésil     | Burkina Faso                     |         |
| Espagne     | Hong Kong           | Canada     | Cameroun                         |         |
| France      | Inde                | Colombie   | Côte d'Ivoire                    |         |
| Hongrie     | Indonésie           | Costa Rica | Ghana                            |         |
| Italie      | Japon               | États-Unis | Guinée                           |         |
| Pologne     | Corée du Sud        | Haïti      | Kenya                            |         |
| Royaume-Uni | Macao               | Mexique    | Maroc                            |         |
| Suisse      | Malaisie            | Uruguay    | Maurice                          |         |
| Tchéquie    | Népal               |            | République démocratique du Congo |         |
|             | Pakistan            |            | Rwanda                           |         |
|             | Philippines         |            | Sénégal                          |         |
|             | Singapour           |            | Tanzanie                         |         |
|             | Sri Lanka           |            | Togo                             |         |
|             | Taipei chinois      |            | Ouganda                          |         |
|             | Thaïlande           |            |                                  |         |

### Pays sans Fédération Nationale
Ces pays ne possèdent pas de fédération nationale car le tchoukball n'est pas assez développé. Il y a cependant la volonté de développer le tchoukball dans ces pays.
| Europe    | Asie        | Amérique               | Afrique  | Océanie          |
| --------- | ----------- | ---------------------- | -------- | ---------------- |
| Belgique  | Afghanistan | Bolivie                | Algérie  | Australie        |
| Finlande  | Bhoutan     | Chili                  | Angola   | Fidji            |
| Grèce     | Birmanie    | République dominicaine | Burundi  | Nouvelle-Zélande |
| Islande   | Brunei      | Équateur               | Comores  |                  |
| Malte     | Cambodge    | Guam                   | Égypte   |                  |
| Pays-Bas  | Chine       | Guatemala              | Éthiopie |                  |
| Portugal  | Israël      | Honduras               | Liberia  |                  |
| Norvège   | Laos        | Paraguay               | Nigeria  |                  |
| Roumanie  | Mongolie    | Pérou                  | Tunisie  |                  |
| Russie    | Vietnam     | Venezuela              | Zimbabwe |                  |
| Slovaquie |             |                        |          |                  |
| Suède     |             |                        |          |                  |
| Turquie   |             |                        |          |                  |

## Championnats internationaux
- Championnat du monde
- Championnat d'Afrique
- Championnat d'Asie
- Championnat d'Europe
- Championnat panaméricain